# Høgsfjorden
Høgsfjord er en fjord i Rogaland fylke i Norge. Fjorden går gennem Sandnes, Forsand og Gjesdal kommuner og ender i Dirdal. Fjorden har sidefjordene Frafjord og Lysefjorden (ender i Lysebotn).
Høgsfjord er også navnet på et tidligere formandskabsdistrikt, som bestod af Høle og Forsand. 1. januar 1871 blev Forsand til et selvstændigt formandskabsdistrikt/kommune, og Høgsfjord skiftede navn til Høle formannskapsdistrikt. 
Dirdal ligger i krydsningspunktet med fjorden ind til Frafjord. Længere mod vest ligger på den nordlige side Helle, som tidligere var et naturligt mål for handelsture på fjorden. I Espedalen, som Helle ligger i, er der nu udvinding af sand. Denne bliver fragtet ned til Helle, hvorfra det kan transporteres med båd. Efter Helle ligger Husafjellet, som skiller Rossavik fra Helle. Videre på den nordlige side kommer fjeldet Uburen, før man er når til kommunecenteret Forsand. 
Der er hurtigbåde og færger i drift på fjorden i krydsningspunktet mellem Høgsfjorden og Lysefjorden. Høgsfjordsambandet bliver drevet af Stavangerske og går 2 gange i timen mellem Oanes på nordsiden og Lauvik på sydsiden. Hurtigbåde har daglige ruter, der går fra Stavanger til Lysebotn (via Forsand og Lauvik).
Etter krydsningspunktet med Lysefjorden ligger Høle på sydsiden af fjorden.
Tidligere var det Høgsfjorden, som bandt landsbyerne sammen. Meget handel og en del ægteskaber foregik over fjorden.